# Société anonyme des fermiers réunis
La Société anonyme des fermiers réunis est une filiale à 99,84 % du groupe Bel.
Son antériorité remonte à 1882.
Le 10 février 2017, elle prend le statut de Société par Actions Simplifié.

## Historique
Avant de devenir une société, les fermiers s'associent en association pour commercialiser leur lait. Ils sont une cinquantaine en 1914. Plusieurs industriels (33 laiteries), dont les propriétaires du fromage Rouy, proposent de s'associer sous forme de société pour approvisionner le marché parisien. La Société connaît un développement important entre les deux guerres. En 1933, elle devient une société anonyme. En 1935, la Safr possède 200 usines et collecte 200 000 litres dans un rayon de 350 kilomètres autour de Paris.  
En 1946, la Société entre dans le groupe Genvrain, entreprise agroalimentaire de taille nationale, dont elle devient une filiale.   
En 1959, la Société anonyme des fermiers réunis reprend la marque fromagère Port-Salut, cédée par les moines cisterciens de l'Abbaye du Port du Salut, en Mayenne. En effet, la fromagerie nécessitait des investissements que les moines ne pouvaient réaliser. Toutefois, les moines n'ont jamais cédé la recette de leur fromage à la Safr.  
La Safr apporte des bénéfices importants au groupe Genvrain jusqu'au début des années 1960. À partir de 1962, elle perd sa position dominante. En 1971, la Safr développe la marque Lactel, qui sera rachetée en 1989 par le groupe Besnier, actuellement Lactalis.    
En 1976, la Société passe sous le contrôle du groupe Bel, puis sous le contrôle de Lactalis en 2002. En 2004, la dernière usine de Port-Salut de la Safr à Entrammes ferme ses portes. 